# Jacques Delisse
Vous lisez un « bon article » labellisé en 2007.
Pour les articles homonymes, voir Delisse.
Jacques Delisse, né le 13 mai 1773 à Dax et mort le 13 mars 1856 à Bordeaux, est un botaniste et pharmacologue français qui participa à la première partie de l'expédition vers les Terres australes commandée par Nicolas Baudin au départ du Havre à compter du 19 octobre 1800.
Installé à bord du Naturaliste, il herborisa à Tenerife puis descendit à l'île de France, l'actuelle île Maurice, durant une escale qui vit plusieurs autres membres renoncer à la suite du voyage d'exploration scientifique dans lequel ils étaient engagés.
Il demeura dans cette colonie de l'océan Indien malgré la prise de cette dernière par les Britanniques, y ouvrit la première pharmacie connue et fut par la suite le cofondateur de la Société royale des arts et des sciences de l'île Maurice et d'une banque appelée banque de Maurice.
Il ne rentra en France avec ses enfants qu'à la mort de sa femme, qu'il avait rencontrée sur place.

## Biographie

### Origines et jeunesse
Jacques Delisse naît à Dax, dans les Landes, le  13 mai 1773. Il est le fils d'Armand Delisse et de son épouse Françoise Darette, à propos desquels on ne sait rien de plus. Adolescent, il va à Paris pour étudier la pharmacie en 1787 puis sert quelques années comme pharmacien dans les hôpitaux militaires.
D'après le Voyage dans les quatre principales îles des mers d'Afrique publié en 1804 par le naturaliste Jean-Baptiste Bory de Saint-Vincent, compagnon d'aventure qui écrit son nom Deslisses, il obtient le titre de botaniste-adjoint dans l'expédition conduite par Nicolas Baudin et est donc chargé d'assister Jean Baptiste Leschenault de la Tour, le plus haut responsable en ce qui concerne les plantes. Il embarque à bord du Naturaliste, la corvette menée par Jacques Félix Emmanuel Hamelin, et est l'un des quinze membres de son état-major.
Delisse a alors vingt-sept ans, et n'a commencé ses études de botanique dans la capitale que trois ans auparavant, ce qui fait qu'il peut être qualifié d'apprenti. De fait, parti à bord du même navire que lui, André Michaux est bien plus expérimenté et jouit déjà d'une grande renommée alors que les bateaux quittent Le Havre le 19 octobre 1800.

### Séjour à Tenerife
C'est à l'île de Tenerife, où a lieu la première escale du voyage, que Delisse participe aux côtés de Bory de Saint-Vincent et du minéralogiste Bailly à une petite équipée scientifique qui part du port de Sainte-Croix le 3 novembre 1800 à la pointe du jour avec pour objectif de rejoindre Michaux, qui a couché la veille chez Broussonet, lequel est alors commissaire des relations commerciales du gouvernement français. Il étudie à cette occasion les hauteurs derrière la ville au nord-ouest.
Le lendemain, Delisse se rend sur le Géographe avant le lever du jour avec Bory de Saint-Vincent, Bailly et Michaux pour y prendre Anselme Riedlé, qui a travaillé au Jardin des plantes de Paris. Il y passe une partie de la matinée à attendre avec eux le canot par lequel ils sont venus, qu'ils ont malencontreusement renvoyé vers leur navire et qu'ils doivent utiliser pour pouvoir débarquer. Il peut néanmoins passer l'après-midi sur terre aux côtés du jardinier qu'il était venu chercher. Leur herborisation les excède de fatigue : il leur faut, pour reprendre des forces, déguster le fond d'un panier d'oranges cueillies par un petit mousse appelé Cadet, qui relève de l'enseigne Louis Claude de Saulces de Freycinet et qui accompagne alors Bory de Saint-Vincent. D'après ce dernier, retrouvé en route quelques instants plus tôt, Delisse et Riedlé ne font pas d'importantes découvertes durant cette demi-journée, mais ils remarquent toutefois un Justicia qu'il a lui aussi recueilli, et qui les émerveille. Aussi, il les conduit là où pousse la plante, sur un roc escarpé et difficile d'accès.
Le 7 novembre, Delisse et Bory de Saint-Vincent se rendent très tôt sur le Géographe et peuvent se mettre en route pour La Laguna alors qu'il commence à faire jour. Ils atteignent leur destination en une heure et demie seulement alors qu'ils pensent devoir marcher plus longtemps. Ils s'arrêtent à peine dans la ville, n'entrent pas dans son église mais visitent le marquis de Nava, riche habitant de l'île, avant de déjeuner chez un homme chez qui a couché Stanislas Levillain, autre membre de l'expédition. Ils rejoignent ensuite Michaux et Broussonet dans la forêt de La Laguna puis rentrent sur les bateaux à Sainte-Croix après que Bory de Saint-Vincent y a fait d'intéressantes découvertes botaniques[Lesquelles ?] dans l'après-midi. Le lendemain soir, Delisse invite ce dernier à visiter l'église de cette ville au profit d'une procession, ce qu'ils font.

### Descente à l'île de France
Lorsque l'expédition atteint l'île de France quelques mois plus tard, Delisse descend à terre près de l'hôpital de Port-Louis avec Bory de Saint-Vincent ainsi que l'astronome Pierre-François Bernier et le naturaliste François Péron. L'escale dure plusieurs semaines mais ne permet pas à Delisse de recouvrer une parfaite santé : alors que le départ approche, il est aussi malade que Bory de Saint-Vincent et plus encore que François-André Baudin, Bertrand Bonie, Jean-Antoine Capmartin, Désiré Dumont, Michel Garnier, Pierre Guillaume Gicquel des Touches et Jacques-Gérard Milbert. Il est frappé par le scorbut.
Plongé dans l'incertitude quant à la décision à prendre du fait de son mauvais état, Delisse finit par suivre l'exemple de Michaux quand celui-ci décide de ne pas rembarquer à cause de différends avec le commandant, Nicolas Baudin, qui excède certains savants par ses remarques et méthodes. D'après Franck Horner, auteur d'un ouvrage sur l'expédition, c'est une perte importante, car si Bory de Saint-Vincent, déserteur lui aussi, « se serait certainement querellé jusqu'au bout avec Baudin s'il était resté », « Dumont et Delisse, à en juger par leur expérience, auraient été très utiles au capitaine comme cueilleurs et conservateurs de spécimens ».
Delisse entame un séjour à l'île de France suffisamment long pour que Bory de Saint-Vincent ait le temps de faire un aller-retour à La Réunion. Une fois celui-ci retourné le 10 décembre 1801, ils se retrouvent et testent ensemble des infusions comptant plus de trente feuilles d'ayapana, un remède alors très à la mode dans les Mascareignes. D'après Bory de Saint-Vincent, « habile chimiste », Delisse aurait également mangé cette plante en salade avec Louis Marie Aubert Du Petit-Thouars, qui se trouve à l'île de France depuis un certain temps[Combien ?].

### Installation sur place

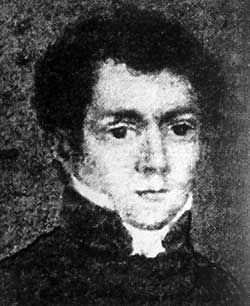
Charles Gaudichaud-Beaupré, le botaniste qui honora Delisse d'un genre à son nom, Delissea.

Tout comme Dumont et Michaux, Delisse est encore sur place quand Bory de Saint-Vincent s'embarque pour l'Europe le 17 mars 1802, et ils ne manquent pas de se saluer avant leur séparation. De fait, l'homme se marie à Port-Louis le 13 mars 1813. Il épouse Élisa Enouf, fille d'un certain Claude-Théodore Enouf et de Louise-Adélaïde Morellet, et qui lui donne plusieurs enfants : Théodore, né le 9 décembre 1813 (et mort en 1862 à Blanquefort - Gironde), Armand, né le 15 février 1818, Laure Félicité, née en 1821 et morte en 1834, mais aussi Jules, né en 1824, Aurore Élise, née en 1828, ou encore Eugène, mort en 1822, et Hippolyte, qui décède en 1861. Georges Cuvier enverra son ouvrage sur les poissons à Théodore[Lequel ?] en échange d'une douzaine de dessins de ces animaux que le jeune homme lui avait fait parvenir.
Par ailleurs, Delisse s'installe en tant que pharmacien et ouvre donc la première officine connue de Maurice. Déjà, quand l'expédition Baudin s'arrête à nouveau dans l'île au retour de l'Australie, il est noté qu'il s'est livré « à la pharmacie et [a fait] connaître beaucoup de nouveaux médicaments, pourvoyant ainsi à la colonie qui en était totalement privée et qui ne pouvait remplacer ceux dont les vaisseaux avaient besoin ». Mais le commerce de Delisse souffre d'un sinistre : le 17 janvier 1818 paraît dans La Gazette de Maurice une petite annonce indiquant qu'est mis en vente « un superbe emplacement occupé avant l'incendie par M. Delisse, pharmacien, ayant 64 pieds de face sur la rue Royale, 144 pieds de profondeur et 56 pieds de face sur la rue de la Reine, avec beaucoup de matériaux et 1 prise d'eau » et qu'il convient de s'adresser à M. Beaufils, de la première rue du Rempart.
Néanmoins, la renommée de Delisse est faite, et Charles Gaudichaud-Beaupré lui dédie un genre de la famille des campanulacées découvert pendant une circumnavigation menée par Louis Claude de Saulces de Freycinet, un ancien du Naturaliste. Il l'appelle Delissea.

### Travaux pour la Société d'histoire naturelle

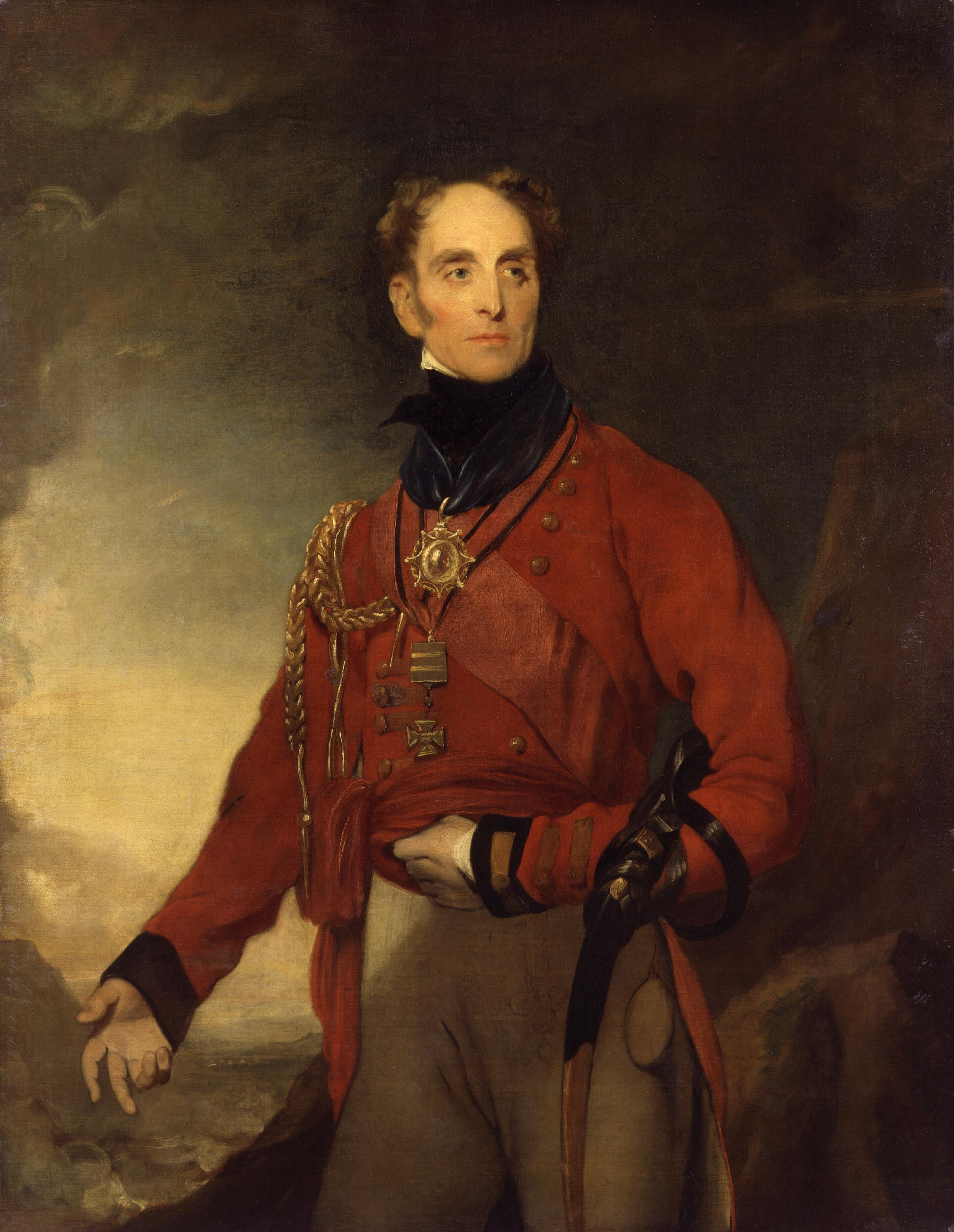
Galbraith Lowry Cole, le gouverneur qui entrava la création de la société fondée par Delisse.

Bientôt, Delisse participe à l'établissement de la Société d'histoire naturelle de l'île Maurice, qui est créée le 11 août 1829 au domicile de Charles Telfair, à Moka. Telfair en est le président, Delisse et Wenceslas Bojer les vice-présidents et Julien Desjardins le secrétaire. François Liénard de la Mivoye et Louis Bouton font également partie de cette société savante qui émerge « après plusieurs tentatives entravées par le gouverneur anglais », Galbraith Lowry Cole — ironiquement, une dépêche de la reine Victoria permettra plus tard sa transformation en Société royale des arts et des sciences de l'île Maurice, en 1847 précisément.
Organisée  « après un splendide repas », la séance inaugurale a lieu le 24 août seulement parce que les sociétaires pensent qu'il s'agit de la date de naissance de Georges Cuvier, auxquels certains vouent un véritable culte. Delisse affirme à cette occasion avoir écrit un mémoire consacré à l'introduction de Cassia alata à Maurice et aux propriétés de cette plante connue sous le nom vulgaire de « caleping » : il dit être le premier à l'avoir fait fructifier dans la colonie. Par ailleurs, l'un de ses fils lit la description d'un poisson marin commun dans la région et présente à la société un dessin au lavis de ce chétodon remarquable par ses couleurs.
Le 11 janvier 1831, lors d'une nouvelle réunion de la société, Delisse père est désigné pour former avec Robert Lyall une commission chargée d'examiner des minéraux envoyés par le missionnaire écossais James Cameron de Madagascar. Le 20 juillet suivant, durant une autre séance, il fait part aux autres membres d'une lettre qu'il a reçue de Frédéric Cailliaud, conservateur adjoint au muséum d'histoire naturelle de Nantes, qui propose à tous les sociétaires intéressés un échange de spécimens. Lors de la même séance, il lit à haute voix un brouillon du courrier que Liénard de la Mivoye avait proposé d'écrire au gouverneur pour lui demander de soutenir les cours de physique, chimie et histoire naturelle au collège royal. L'ébauche est approuvée par tous les membres présents et Delisse est chargé de la finaliser avant l'envoi à Sir Charles Colville.

### Vie publique et retour en France

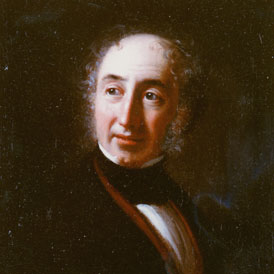
William Jackson Hooker, botaniste britannique qui mit Delisse à contribution en tant que chimiste.

À l'époque, Delisse est un bienfaiteur de la recherche dans la région. En 1831, il étudie la composition chimique des graines de Telfairia pedata rapportées par Telfair de Madagascar sur proposition du botaniste William Jackson Hooker, qui les a goûtées et ensuite souffert d'un mal de tête de plusieurs heures. Quelques années plus tard, il est l'un des souscripteurs de l'ouvrage de Bojer paru sous le titre Hortus Mauritianus en 1837.
Delisse devient par ailleurs l'un des directeurs d'une banque appelée la Banque de Maurice, mais qui n'a aucun lien avec l'actuelle banque nationale : fondée le 8 décembre 1831, elle a pour premier président Adrien d'Épinay, et ses autres directeurs sont MM. Adam, Gaillardon, Lagane et Pitot, M. Ritter étant secrétaire. Il sert également en tant qu'assesseur pour la Haute cour d'assises de la ville. Mais la mort de sa femme l'amène à rentrer en France avec sa famille en décembre 1848.
Delisse s'installe à Bordeaux, en Gironde, et y meurt le 13 mars 1856 à l'âge de 82 ans. Il est l'ancêtre de France Staub, ornithologue, herpétologue et botaniste mauricien né le 29 septembre 1920 et décédé le 2 juillet 2005.